# Lymanbensonieae
Lymanbensonieae N.Korotkova & Barthlott, 2010 è una tribù di piante succulente della famiglia delle Cactacee.

## Tassonomia
La tribù comprende due generi:
- Calymmanthium F.Ritter
- Lymanbensonia Kimnach